# Ceto (Italië)
Ceto is een gemeente in de Italiaanse provincie Brescia (regio Lombardije) en telt 1932 inwoners (31-12-2004). De oppervlakte bedraagt 32,4 km², de bevolkingsdichtheid is 58 inwoners per km².
De volgende frazioni maken deel uit van de gemeente: Badetto en Nadro.

## Demografie
Ceto telt ongeveer 750 huishoudens. Het aantal inwoners steeg in de periode 1991-2001 met 6,5% volgens cijfers uit de tienjaarlijkse volkstellingen van ISTAT.
| Jaar | Inwoneraantal |
| ---- | ------------- |
| 1991 | 1746          |
| 2001 | 1860          |

## Geografie
Ceto grenst aan de volgende gemeenten: Braone, Breno, Capo di Ponte, Cerveno, Cevo, Cimbergo, Daone (TN) en Ono San Pietro.

## Galerij

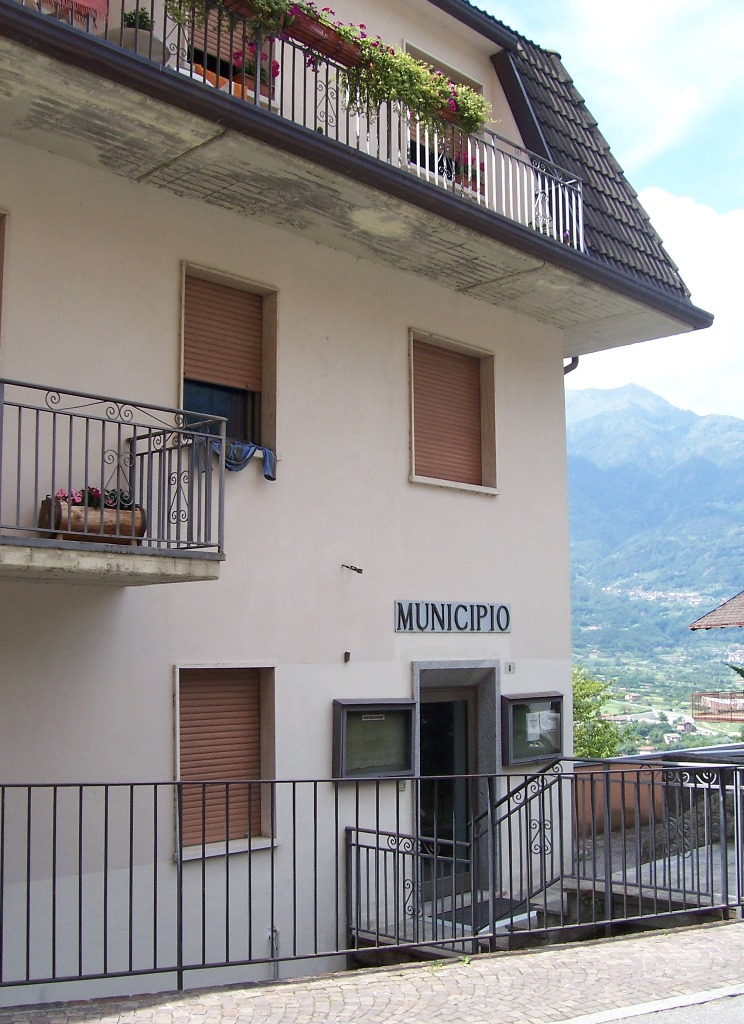
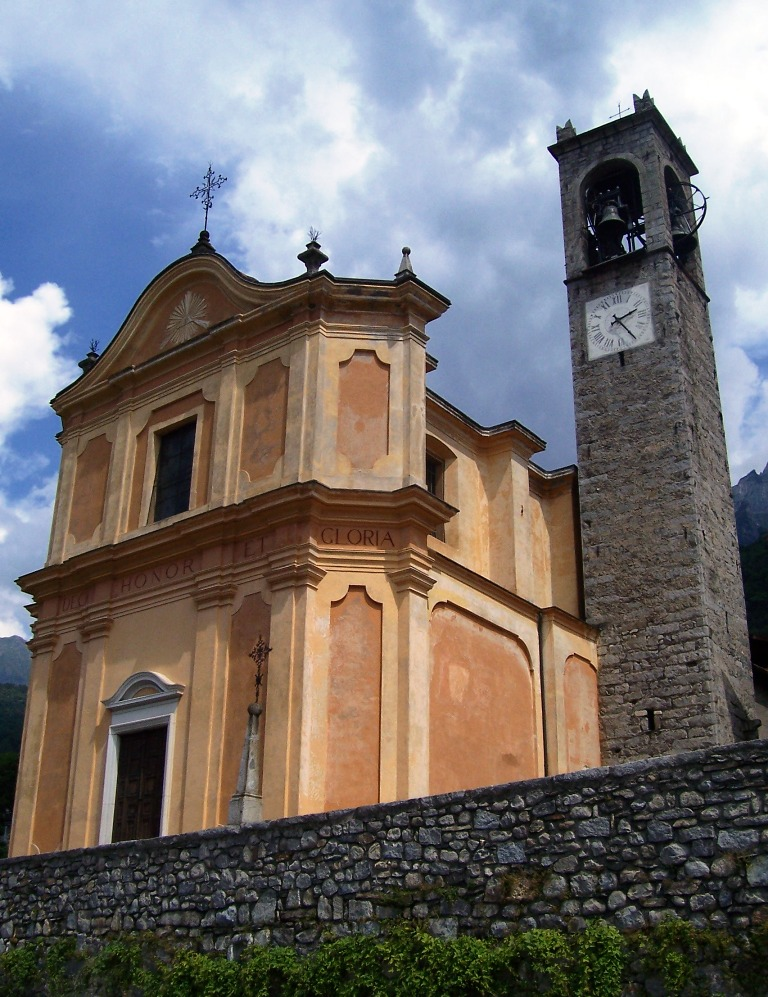